# 伍沾德
伍沾德，GBS（1922年—2020年10月29日），男，廣東台山人，生于美國，香港商人，前美心集團主席，生前為美心集團名譽主席。

## 生平
伍沾德生于美国，兩歲跟隨母親回鄉，在廣州嶺南學校小學部及中學部寄宿及受教育，1947年從廣州嶺南大學畢業，此後曾與兄長伍舜德共同管理皇后戲院。1956年伍沾德與哥哥伍舜德在中環創辦「美心餐廳」，此後逐步發展為美心集團。1979年，伍沾德与长女伍淑清协同中国民航北京管理局创立中国内地《中外合资经营企业法》颁布后首间合资企业北京航空食品有限公司。
1995年，伍沾德獲美國麻省春田學院頒授榮譽人文學博士學位。 2001年，伍沾德獲香港政府頒授銀紫荊星章。2003年，獲廣州市授予「廣州市榮譽市長」稱號。2005年，獲中山大學頒授名譽博士學位。 2006年，獲香港大學頒授名譽大學院士銜。 2008年，退休。 2009年，因推動香港成為國際佳餚美酒中心獲金紫荊星章。 同年，獲香港嶺南大學頒授榮譽工商管理學博士學位。
2020年11月19日，時任美心集團主席兼董事總經理伍偉國於美心集團網站公布，伍沾德已於2020年10月29日在養和醫院逝世，享耆壽98歲。

## 家庭
伍沾德與夫人李玉珍，育有二子四女。長女伍淑清曾任全國政協常務委員，现为北京航食名誉董事长；次子伍威全为美心集团执行董事。二女伍淑芬嫁給上海顏料大王周宗良的孫兒周裕農（周裕農於2020年10月6日跳樓自殺），三女伍淑姬嫁予雷耀文，四女伍淑恩嫁給陳南祿，其餘兩子獨身。